# Eptic
Michaël Bella (nascido em 9 de abril de 1993), conhecido pelo nome artístico de Eptic, é um DJ e produtor belga. Ele é mais conhecido por seu EP, Overlord, que alcançou a posição de número 22 na parada Top Dance/Electronic Albums da Billboard.
Eptic começou sua carreira como DJ aos 19 anos. Ele ganhou notoriedade na cena dubstep após o lançamento de seu EP Like a Boss, lançada pela Never Say Die Records em 2012. Desde então, ele tem colaborado com artistas como Habstrakt, DJ Snake, Valentino Khan, Jauz e Dillon Francis.

## Discografia

### Álbuns
| Título               | Detalhes do Álbum                                             |
| -------------------- | ------------------------------------------------------------- |
| The End of the World | - Lançado em: 15 de abril de 2022 - Gravadora: Overlord Music |

### EP's
| Título                                        | Detalhes do Álbum                                                       | Melhor Posição nas paradas |
| Título                                        | Detalhes do Álbum                                                       | US Dance                   |
| --------------------------------------------- | ----------------------------------------------------------------------- | -------------------------- |
| Eptic                                         | - Lançado em: 24 de outubro de 2011 - Gravadora: Chronos Records        | —                          |
| Like a Boss                                   | - Lançado em: 1 de maio de 2012 - Gravadora: Never Say Die Records      | —                          |
| Slime City                                    | - Lançado em: 6 de agosto de 2012 - Gravadora: Never Say Die Records    | —                          |
| Mastermind                                    | - Lançado em: 6 de maio de 2013 - Gravadora: Never Say Die Records      | —                          |
| Doom                                          | - Lançado em: 18 de novembro de 2013 - Gravadora: Never Say Die Records | —                          |
| The End                                       | - Lançado em: 27 de outubro de 2014 - Gravadora: Never Say Die Records  | —                          |
| Immortal                                      | - Lançado em: 7 de julho de 2015 - Gravadora: Never Say Die Records     | —                          |
| Overlord                                      | - Lançado em: 24 de junho de 2016 - Gravadora: Never Say Die Records    | 22                         |
| Anti-Human                                    | - Lançado em: 22 de junho de 2018 - Gravadora: Never Say Die Records    | —                          |
| Flesh & Blood                                 | - Lançado em: 19 de setembro de 2019 - Gravadora: Monstercat            | —                          |
| "—" cita uma faixa que não entrou nas paradas |                                                                         |                            |

### Singles
| Título                             | Ano  | Álbum                  |
| ---------------------------------- | ---- | ---------------------- |
| "Brainstorm"                       | 2014 | Não presente em álbuns |
| "On the Block" (com Habstrakt)     | 2015 | Não presente em álbuns |
| "Get Down" (com Jauz)              | 2016 | Não presente em álbuns |
| "Swords & Dragons"                 | 2016 | Overlord               |
| "Eat My Dust"                      | 2017 | Não presente em álbuns |
| "Let It Go" (com Dillon Francis)   | 2019 | Flesh & Blood          |
| "Power"                            | 2019 | Flesh & Blood          |
| "Propane"                          | 2020 | Não presente em álbuns |
| "Stop Pretending"                  | 2021 | Não presente em álbuns |
| "Shadow People"                    | 2021 | Não presente em álbuns |
| "Payback"                          | 2021 | Não presente em álbuns |
| "Hitta" (com Marshmello e Juicy J) | 2021 | Shockwave (Marshmello) |

### Outros sons que entraram nas paradas
| Título                   | Ano  | Melhor posição nas paradas |
| Título                   | Ano  | US Dance                   |
| ------------------------ | ---- | -------------------------- |
| SouthSide (com DJ Snake) | 2019 | 40                         |